# Dichiarazione universale sul genoma umano
La Dichiarazione universale sul genoma umano, dichiarazione di principi delle Nazioni Unite, ha lo scopo di  proteggere il genoma umano da una manipolazione impropria, potenzialmente pericolosa per l'identità e l'integrità fisica delle generazioni future. 

## Storia
Essa fu commissionata nel 1993 al Comitato internazionale di bioetica dell'UNESCO, adottato dalla conferenza generale dell'UNESCO nel 1997 ed approvato dall'assemblea generale delle Nazioni Unite nel 1998. Per tale fine, la dichiarazione riconosce che il genoma umano è un patrimonio dell'umanità (Articolo 1) e dichiara, contrario alla dignità umana, le pratiche quali la clonazione umana (Articolo 11)  e gli interventi sulla linea germinale (Articolo 24). La dichiarazione intende inoltre prevenire il riduzionismo genetico, la discriminazione genetica, ed ogni uso delle informazioni genetiche che possano essere contrarie alla dignità umana ed ai diritti umani.